# Nyírábrány
Nyírábrány est une ville et une commune du comitat de Hajdú-Bihar en Hongrie.